# Dish: Süße Rache
Dish: Süße Rache ist ein philippinischer Erotik-Thriller aus dem Jahr 2022. Die Hauptrollen spielten Ayanna Misola und Janelle Tee.

## Handlung
Die junge Halbwaise Jenny lebt mit ihrem Vater Abel auf der Isla Puerta, einer kleinen Insel der Philippinen im Südchinesischen Meer. Jenny träumt davon die ländliche Insel zu verlassen. Neben Armut und Perspektivlosigkeit wird das Leben der Bewohner zunehmend schwieriger durch die zunehmende militärische Präsenz der Chinesen; deren Fischfang die Einwohner in ihrer Existenz bedrängt. Die Gemeindevorsteherin will einen Wirtschaftsplan entwickeln, um Investoren anzulocken. Da passt es gut, dass eine neue Frau namens Euka auf die Insel kommt, die ein Restaurant eröffnen möchte. Euka wird schnell zum Gesprächsstoff der Einwohner. Während die Männer von ihrer Schönheit angetan sind, fürchten die Frauen sie als Konkurrentin.  
Eukas Talent als Köchin machen ihr Restaurant schnell zu einem vollen Erfolg. Die Männer lieben ihr Essen und ihre Gegenwart; beides ziehen sie bald schon dem vor, was ihre Frauen auf den Tisch bringen. Auch für die Ehen und Beziehungen bleibt das nicht ohne Folgen. Eines Nachts kommt Jenny jedoch dahinter, warum die Männer so ausgesprochen positiv über Euka und ihr Restaurant reden. Neben dem Essen bietet Euka den Kunden auch Dienstleistungen sexueller Art. Ebenso stellt Jenny fest, dass ihr eigener Vater Eukas Dienste in Anspruch genommen hat. Als sie ihn damit konfrontiert, gesteht er, dass er einst mit Euka zusammen war, ehe er Jennys Mutter kennenlernte.    
Jenny sucht das Gespräch mit Euka. Diese erzählt ihr, dass sie eine einjährige Beziehung mit Jennys Vater hatte und er sie auch entjungferte, als sie 16 war. Dann wandte sich ihr Vater jedoch Jennys Mutter zu und heiratete sie, woraufhin die tief verletzte Euka die Insel verließ. Zudem war sie schwanger und erlitt eine Fehlgeburt. Jenny und Euka beginnen sich zunehmend anzufreunden und Jenny möchte von Euka als Köchin ausgebildet zu werden. Euka konfrontiert Jenny damit, dass diese sie beim Sex mit einem Kunden gesehen hat und fragt, ob es ihr gefallen hat. Euka beginnt Jenny zu küssen und ihre Brüste zu entblößen, ebenso ihre eigenen. Die verunsicherte Jenny entzieht sich der Situation.     
Jenny gesteht auf Eukas Nachfrage, dass sie noch Jungfrau ist, sowohl in Erfahrungen mit Männern als auch mit Frauen. Euka fragt, ob Jenny von ihr lernen wolle, was diese schließlich bejaht. Jenny und Euka verbringen mehrfach gemeinsame Stunden miteinander und haben lesbischen Sex. Jenny nutzt die gewonnenen Erfahrungen von Sexualität, um sich nun endlich gegenüber ihrem Freund Ephraim zu öffnen, der seit langem mit Jennys Prüderie hadert. Jenny wird von ihm entjungfert, genießt den Sex jedoch nicht. Kurz darauf muss Jenny mehrere Schicksalsschläge verkraften. Als sie erneut Euka beobachtet wie diese Sex mit einem Mann hat, muss Jenny entsetzt feststellen, dass es sich um ihren Freund Ephraim handelt. Sie trennt sich von ihm. Bald darauf muss sie ebenso erfahren, dass ihre beste Freundin Elise, eine Prostituierte, vergewaltigt und ermordet aufgefunden worden ist.      
Euka und Jenny bereitet das Partyessen für den Geburtstag der Gemeindevorsteherin vor. Später bringt Jenny Euka nach Hause und konfrontiert sie damit, dass sie mit ihrem Freund geschlafen hat. Ihr ist klar geworden, dass Euka sich an ihrer Familie rächen wollte dafür, dass sie einst von ihrem Vater betrogen und verlassen wurde. Euka erzählt, dass sie die Insel verlassen musste, weil die anderen Frauen auf der Insel ihren Ruf in den Dreck zogen. In Japan geriet sie an einen Mann, der sie wie eine Sklavin behandelte, vergewaltigte und in die Prostitution zwang. Euka eröffnet ihr, dass sie sich in Jenny verliebt hat, doch als Euka in ihr Holzhaus geht, setzt Euka das Haus in Brand. Zugleich sterben die Männer der Insel an dem von Jenny mit Zyankali vergiftetem Essen, mit dem sie sich an all den Männern rächen will, die mit Euka zusammenwaren. Durch einen Zufall erreicht das vergiftete Essen jedoch auch ihren eigenen Vater, den Jenny entsetzt zuhause tot auffindet.

## Veröffentlichung
In Deutschland wurde der Film im März 2025 von der Busch Media Group synchronisiert herausgebracht.